# 후지오 마사유키
후지오 마사유키(일본어: 藤尾 正行, 1917년 1월 1일~2006년 10월 22일)는 11선 중의원 의원을 지낸 일본의 정치인이다.

## 생애
1917년 1월 1일에 도치기현에서 태어났다. 메이지 대학을 다니다가 중퇴한 뒤 조치 대학 문학부 신문학과를 졸업했다. 졸업 후 『요미우리 신문』 기자가 되었다가 고노 이치로의 권유로 1963년 총선에 출마해 당선됐다. 자유민주당 소속으로 고노가 이끄는 춘추회에 가입했다가 고노 사후에 후쿠다 다케오가 이끄는 청화회로 옮겼다. 후지오는 매일같이 후쿠다의 자택을 찾아 지도를 받을 정도로 측근이 되었다.
1972년에 사토 에이사쿠가 총재에서 물러나자 다나카 가쿠에이와 후쿠다의 경쟁인 각복전쟁이 심화되었다. 후지오는 다나카의 금권 정치를 맹비난하며 후쿠다를 지원했으나 결국 다나카가 후임 총재로 선출되었다.
다나카는 중국과의 관계를 중시해 중일국교정상화를 이루어냈다. 이 과정에서 1973년 4월에 「일중항공협정」을 체결하면서 중화인민공화국을 배려해주면서 중화민국을 경시하는 외무성 공전기밀전보를 후지오가 폭로했다. 후지우는 후쿠다와 함께 친대만파 성향으로 중국과 대한민국에 대해 강경한 입장을 견지해 물의를 빚기도 했다.
같은 해 7월에는 자민당 내에서 파벌에 상관없이 결성된 보수정책집단인 청람회에 참여했다. 1975년에 중의원 문교위원장과 일본경영관리협회장을 역임했으며 1976년에는 중의원 내각위원장에 취임했다.
스즈키 젠코 내각이 출범한 1980년 7월에 노동상으로 입각해 1년 4개월을 재임했다. 제1차 나카소네 내각이 출범한 1983년부터 3년간 자유민주당 정무조사회장으로 재임했다. 정조회장으로 재임하던 1985년에 대장성이 지방자치체에 지급하는 보조금을 삭감하는 법안을 추진하자 이에 반대하며 대장성 관료의 자민당 정조회 출입을 금지하는 조치를 내렸다. 결과적으로 대장상 다케시타 노보루가 중재하여 대장성이 후지오의 주장을 반영하기로 하면서 출입 금지 조치는 해제됐다.
1986년 7월에 출범한 제3차 나카소네 내각에 문부상으로 입각했지만 후지오의 역사 인식을 둘러싼 발언으로 비판을 밪자 총리대신 나카소네 야스히로와 관방장관 고토다 마사하루로부터 사임을 종용받았다. 하지만 후지오는 이를 거부하고 파면을 선택했다. 총리대신의 각료파면권은 1953년 농림상 히로카와 고젠 이후 33년 만에 행사되었으며 헌정사상 3번째 일이었다.
문부상에서 파면된 이후 후지오는 더 이상 각료나 당직을 맡지 않았다. 1988년에 리크루트 사건이 터져 다케시타 내각이 퇴진한 다음에도 경세회가 자민당을 지배하고 당이 금권 체질에 절인 것을 비판했다. 1990년에 조선민주주의인민공화국을 방문한 가네마루 신이 김일성에게 식민지 지배에 대한 보상을 약속하자 이를 강하게 비판했다. 한편 일화의원간담회장 자리를 오랫동안 유지해 친대만파 의원의 대표격 존재가 되었다. 1996년에 정계를 은퇴했다. 1998년 11월에 훈1등 욱일대수장을 수훈했다.
2006년 10월 22일에 폐렴으로 도쿄도의 한 병원에서 사망했다. 향년 89세.

## 논란

### 문부상 파면
후지오는 제3차 나카소네 내각에서 문부상에 임명되었지만 입각 직후에 일본의 역사교과서 문제와 관련해 "전쟁에서 사람을 죽여도 살인(죄)에는 해당하지 않는다", "도쿄 재판은 승자의 재판이므로 부당하다", "한국 병합은 합의에 따라 형성된 것으로 일본뿐 아니라 한국측에도 책임이 있다" 등의 발언이 『분게이슌주』 1986년 10월호에 게재되면서 야당으로부터 강한 비판을 받았다. 대한민국과 중화인민공화국의 반발 등 외교 문제로까지 비화될 것을 우려한 총리대신 나카소네 야스히로는 후지오의 자발적 사임을 요구했다. 하지만 후지오는 "발언을 문제삼는다면 파면하면 된다"라며 사임을 거부했고 결국 나카소네는 파면권을 발동했다.
그런대 총리관저가 사전에 후지오의 발언 내용을 이미 알고 있었으며 관방장관 고토다 마사하루가 9월 3일에(『분게이슌주』 10월호가 발매된 건 9월 10일의 일이다) 외무성 아시아국장을 『분게이슌주』에 파견한 사실이 드러났다. 당시 국장은 『분게이슌주』측에 기사 내용 중 두 부분을 수정해줄 것을 요청했으나 『분게이슌주』는 이를 거절했으며 이는 사전 열람으로 헌법 위반이라며 거세게 항의했다.
후지오는 훗날 자신의 발언에 대해 "(시류에 영합하길 좋아하는 나카소네의) 임시방편적 외교에 파문을 일으킬 의도로 고의성을 가지고 한 것이다"라고 주장했다. 나카소네가 후지오를 파면한 것에 대해서 평론가 고바야시 요시노리는 저서를 통해 "나카소네는 한국의 심기를 고려해 후지오를 파면했다"라고 주장했다. 어찌됐든 이 사건을 통해 후지오는 자신만의 신념을 가진 사람이라는 평가를 받게 된 한편 한국과 중국으로부터는 극우 망언 정치가라는 비판을 받아야 했다.
후지오는 파면된 직후 자신의 발언에 대한 반향과 기자 시절의 회고를 묶어 『분게이슌주』에 「방언(放言)대신 다시 짖다」라는 원고를 투고했다. 1986년 11월호에 게재된 이 기사는 다음 해에 분게이슌주 독자상을 수상했다. 1987년 6월에는 『강직노도의 현대 정치가 후지오 마사유키 ~ 그때로부터 100일 비뚤어진 근대 일본을 찌르다』라는 평전도 출판했다.
같은 파벌인 가메이 시즈카는 "배경에는 애초에 형세를 관망하고 거취를 결정하는 나카소네 씨의 행동에 대한 후지오 씨의 의념이나 응어리가 있었던 것이라고 나는 생각한다. 사토 내각 후반의 총재 선거에서 다나카 씨와 후쿠다 씨가 결선투표에서 일 대 일 승부를 벌일 때의 일이다. 그때까지 후쿠다 씨는 같은 조슈의 나카소네 씨가 응원해줄 거라고 생각했다. 그런데 다나카 씨에게서 돈을 받은 나카소네 씨는 직전에 다나카 지지로 돌아섰고 후쿠다 씨는 졌다. 은사가 배신당한 것을 바로 옆에서 지켜본 후지오 씨는 실로 원통했을 거다. 오히라 내각 불신임 결의 때 오히라 씨에게 퇴진을 요구한 나카소네 씨가 이런 연설을 했다. "자네들이 하고 있는 건 옳은 일이다. 훌륭한 결심이다"라고. 그렇게 일심동체라고 생각하던 나카소네 씨는 본회의장에 들어서자마자 반대표를 던졌다. 그 결과 우리 후쿠다파가 결석했기에 불신임 결의는 가결되었고 납득하지 못한 오히라 씨는 중의원을 해산해 이른바 해프닝 해산이 일어났지만 나카소네 씨의 변절은 파벌 사람들을 모두 아연하게 만들었다. 아마 차기 총재 선거를 노리던 나카소네 씨의 입장에서 다나카파에 빚을 하나 만들어주고 싶었던 것 같다. 그때그때의 시류에 영합하는 나카소네 씨와 융통성 없는 후지오 씨는 양립할 수 없다. 출세보다 자신의 주의와 의리를 중시하는, 오로지 하나의 주군에게만 종사하는 후지오 씨와 같은 정치인은 지금 시대에는 없어져 버렸다"라고 회고했다.

## 역대 선거 기록
|  | 7.3% |

|  | 14.5% |

|  | 10.7% |

|  | 13.7% |

|  | 13% |

|  | 15.1% |

|  | 14.8% |

|  | 16.4% |

|  | 15.4% |

|  | 18.58% |

|  | 15.77% |

|  | 13.7% |

| 전임 후지나미 다카오 | 제43대 노동대신 1980년 7월 17일~1981년 11월 30일 | 후임 하쓰무라 다키이치로 |

| 전임 가이후 도시키 | 제108대 문부대신 1986년 7월 22일~1986년 9월 9일 | 후임 시오카와 마사주로 |